# Evangelische Kirche Heinrichswalde (Kreis Niederung)
Die Evangelische Kirche in Heinrichswalde (russisch Кирха Хайнрихсвальде Kircha Hajnrichswalyde) ist ein dreischiffiger Ziegelbau aus dem mittleren 19. Jahrhundert. Bis 1945 war sie Pfarrkirche für das Kirchspiel der heute Slawsk (Kreis Niederung/Elchniederung in Ostpreußen) genannten Kreisstadt in der jetzigen Oblast Kaliningrad (Gebiet Königsberg (Preußen)) in Russland. Das Gotteshaus ist seit 2013 nicht mehr in kirchlichem Besitz.

## Geografische Lage
Die heutige Stadt Slawsk liegt 14 Kilometer südwestlich von Sowetsk (Tilsit) unweit der russischen Fernstraße R 513. Die einstige evangelische Pfarrkirche befindet sich im östlichen Teil der Stadt an der ul. Sowetskaja.

## Kirchengebäude
Eine Kirche wurde in Heinrichswalde bereits im Jahre 1686 aus Holz errichtet und  am 27. Oktober 1686 eingeweiht. Aber schon 1691 war sie zu klein, weshalb die Kirchenpatronin Rosina von Hallen im Jahre 1694 ein neues Gotteshaus, dieses Mal aus Fachwerk, errichten ließ. Das zunehmend baufällige Gebäude musste 1862 jedoch geschlossen werden.
In neogotischem Stil wurde die Kirche daraufhin in den Jahren 1867 bis 1869 grundlegend und nahezu ganz erneuert. Es entstand ein dreischiffiger Ziegelbau mit einem vorgesetzten hohen und massiven Turm mit filigraner Spitze und Treppengiebel. Am 15. Oktober 1869 wurde das Bauwerk eingeweiht.
Die Kirchenschiffe sind gewölbt, die Wände werden durch hohe Strebepfeiler gesichert. In den Seitenschiffen waren Emporen angebracht.
Der Altar ist aus rotem Sandstein gearbeitet, davor steht der Taufstein aus demselben Material. Beide stammen aus dem Jahre 1828. Aus der Vorgängerkirche sind Reste alten Schnitzwerkes überliefert.
Die Orgel stammte aus der Werkstatt des Orgelbaumeisters Johann Rohn aus dem ostpreußischen Wormditt (heute polnisch: Orneta). Das Geläut der Kirche bestand ursprünglich aus drei Glocken, die 1686, 1717 bzw. 1827 gegossen worden waren. Im Jahre 1901 schlug ein Blitz in den Turm ein. Der Schaden konnte behoben werden.
Den Zweiten Weltkrieg überstand die Kirche unversehrt. Doch wurde das Gebäude nach 1945 lange Zeit als Lagerhalle fremdgenutzt. Die Ausstattung ging verloren. Außerdem wurde ein stetiger Verfall der Bausubstanz in Kauf genommen. Im Jahre 1993 wurde die Kirche an die evangelische Kirche rückübereignet, und zahlreiche Initiativen setzten sich für die Erhaltung und Restaurierung des Bauwerks ein. Die evangelisch-lutherische Gemeinde in Slawsk war jedoch zu klein, um die Kirche fortan zu unterhalten. So wurde das Gebäude im Jahre 2011 an die Gemeinde der russisch-orthodoxen Kirche vor Ort übergeben. Doch diese nutzte das Gotteshaus nur zwei Jahre, um es dann am 6. März 2013 aufzugeben und dem örtlichen Touristeninformationszentrum zur profanen Nutzung als historisches Zentrum, als Museum oder als Touristenkomplex zu übergeben. Die evangelisch-lutherische Gemeinde nutzt eine zum Gemeindehaus umgebaute Scheune als Gotteshaus.

## Kirchengemeinde Heinrichswalde
Eine evangelische Kirchengemeinde wurde in Heinrichswalde am 27. Februar 1686 gegründet. Anfangs zur Inspektion Tilsit gehörig war sie bis 1945 in den Kirchenkreis Niederung (ab 1939 Elchniederung) innerhalb der Kirchenprovinz Ostpreußen der Kirche der Altpreußischen Union eingegliedert. Im Jahr 1890 zählte die Kirchengemeinde 7500 Gemeindeglieder, davon 1050 Litauer, weshalb die Gottesdienste stets in Deutsch und in Litauisch gehalten wurden. Bei einer Volkszählung im Jahre 1925 wurde im Kirchspiel Heinrichswalde 6444 Gemeindeglieder registriert, die in der Stadt sowie in 30 Orten und kleineren Ortschaften der Umgebung wohnten. Sie wurden von nur einem Pfarrer betreut, dessen Stelle jedoch 1849 um einen Hilfsprediger erweitert wurde.
Aufgrund von Flucht und Vertreibung der einheimischen Bevölkerung sowie der restriktiven Religionspolitik der Sowjetunion brach das evangelische kirchliche Leben in Slawsk ab.
Erst in den 1990er Jahren entstand hier wieder eine evangelisch-lutherische Gemeinde, die sich zum Pfarrzentrum zahlreicher anderer in der Kirchenregion Slawsk entwickelte. Sie ist der Propstei Kaliningrad der Evangelisch-lutherischen Kirche Europäisches Russland mit Sitz in Moskau zugehörig.

### Kirchspielorte
Vor 1945 gehörten neben der Stadt Heinrichswalde noch 29 Orte und kleinere Ortschaften und Wohnplätze zum Kirchspiel (* = Schulort):
| Name                        | Änderungsname 1938 bis 1946 | Russischer Name |  | Name                 | Änderungsname 1938 bis 1946 | Russischer Name      |
| --------------------------- | --------------------------- | --------------- |  | -------------------- | --------------------------- | -------------------- |
| Adlig Lehmbruch             |                             | Lepestkowo      |  | Klaarhof             |                             | Paporotnikowo        |
| *Adlig Linkuhnen            |                             | Rschewskoje     |  | Klein Brittanien     | seit 1928: Brittanien       | Schtscheglowka       |
| *Argolothen                 | Argendorf                   | Priosjorje      |  | Köllmisch Linkuhnen  |                             | Schelesnodoroschnoje |
| Augustlauken                | Hohensprindt                |                 |  | Nassenthal           |                             | Kryschownikowo       |
| Baltruscheiten              |                             |                 |  | Neu Descherin        | Deschen                     |                      |
| Brunischken                 |                             |                 |  | Neusorge             |                             | Paporotnikowo        |
| Bürgerhuben                 |                             |                 |  | *Noragehlen          | Urbansprind                 |                      |
| Clemenswalde (Klemenswalde) |                             |                 |  | Reussenhof, Forst    |                             |                      |
| Dittballen                  | Streulage                   | Luschki         |  | *Sandfluß            | seit 1931: Lindental        | Prigorodnoje         |
| Griegolienen                | Lehmbruch                   | Sapowedniki     |  | Schnecken, Forst     |                             | Maiskoje             |
| Groß Brittanien             | seit 1928: Brittanien       | Schtscheglowka  |  | Schneckendorf, Forst |                             |                      |
| Grünbaum                    |                             |                 |  | Szalloge             |                             |                      |
| *Grüneberg                  |                             |                 |  | *Thomaten            |                             | Dalneje              |
| Heinrichswalde              |                             | Slawsk          |  | Warnie               | Warnien                     |                      |
| Hohensprindt, Forst         |                             |                 |  | Wilkehler Moor       |                             |                      |

### Pfarrer
Zwischen 1686 und 1945 amtierten an der Kirche zu Heinrichswalde als evangelische Geistliche:
- Friedrich Pauli, 1686–1694
- Johann Christian Pusch, 1694–1731
- Carl Julius Fleischmann, 1731–1777
- Daniel Heinrich Schwartz, 1767–1780
- Heinrich Bernhard Koppe, 1780–1796
- Carl Gottlieb Steinberg, 1797–1808
- Bernhard August Förster, 1808–1831
- Johann Schneller, 1832–1853
- Georg Jacob Julius Rademacher, 1849–1852
- Leo Jonas, 1852–1853
- Otto David Köhler, 1853–1882
- Johann Albert Schneider, 1882–1886
- Carl Rudolf Theodor Kolberg, 1886–1895
- Emil Franz Theodor Pipirs, 1889–1890
- Karl Hermann Samland, 1892–1895
- J.F. Emil Mertens, 1896–1925
- Friedrich Lautsch, 1901
- Alfred Eugen Wilhelm Schulz, 1901–1905
- Johann Eduard E. Christoleit, 1906–1908
- Ernst Köhler, 1909–1911
- Alfred Kaminski, 1912–1914
- Franz Moderegger, 1920
- Bruno Ellinger, 1925–1941
- Paul Wilhelm Gennrich, ab 1928
- Gerhard Siebert, 1932

### Kirchenbücher
Von den Kirchenbüchern haben sich erhalten und werden bei der Deutschen Zentralstelle für Genealogie in Leipzig verwahrt:
- Taufen von 1686 bis 1874 (dazu Namensregister von 1804 bis 1839),
- Trauungen von 1686 bis 1874,
- Begräbnisse von 1732 bis 1874.

## Kirchenkreis Niederung/Elchniederung
Heinrichswalde war der zentrale Verwaltungsort für den Kreis Niederung (ab 1938 „Kreis Elchniederung“). Der entsprechende Kirchenkreis umfasste 13 Kirchspiele bzw. Pfarrorte:
| Name                         | Änderungsname 1938 bis 1946 | Russischer Name     |
| ---------------------------- | --------------------------- | ------------------- |
| Gowarten                     |                             | Dserschinskoje      |
| Groß Friedrichsdorf          |                             | Gastellowo          |
| Heinrichswalde               |                             | Slawsk              |
| Inse                         |                             | Pritschaly          |
| Kallningken                  | Herdenau                    | Prochladnoje        |
| Karkeln                      |                             | Myssowka            |
| Kaukehmen                    | Kuckerneese                 | Jasnoje             |
| Alt Lappienen                | Rauterskirch                | Bolschije Bereschki |
| Neukirch (Joneykischken)     |                             | Timirjasewo         |
| Schakuhnen                   | Schakendorf (Ostpr.)        | Lewobereschnoje     |
| Seckenburg (Groß Kryszahnen) |                             | Sapowednoje         |
| Groß Skaisgirren             | Kreuzingen                  | Bolschakowo         |
| Skören                       |                             | Gorodkowo           |